# Chiesa cattolica in Marocco
La Chiesa cattolica in Marocco è parte della Chiesa cattolica universale in comunione con il vescovo di Roma, il papa.

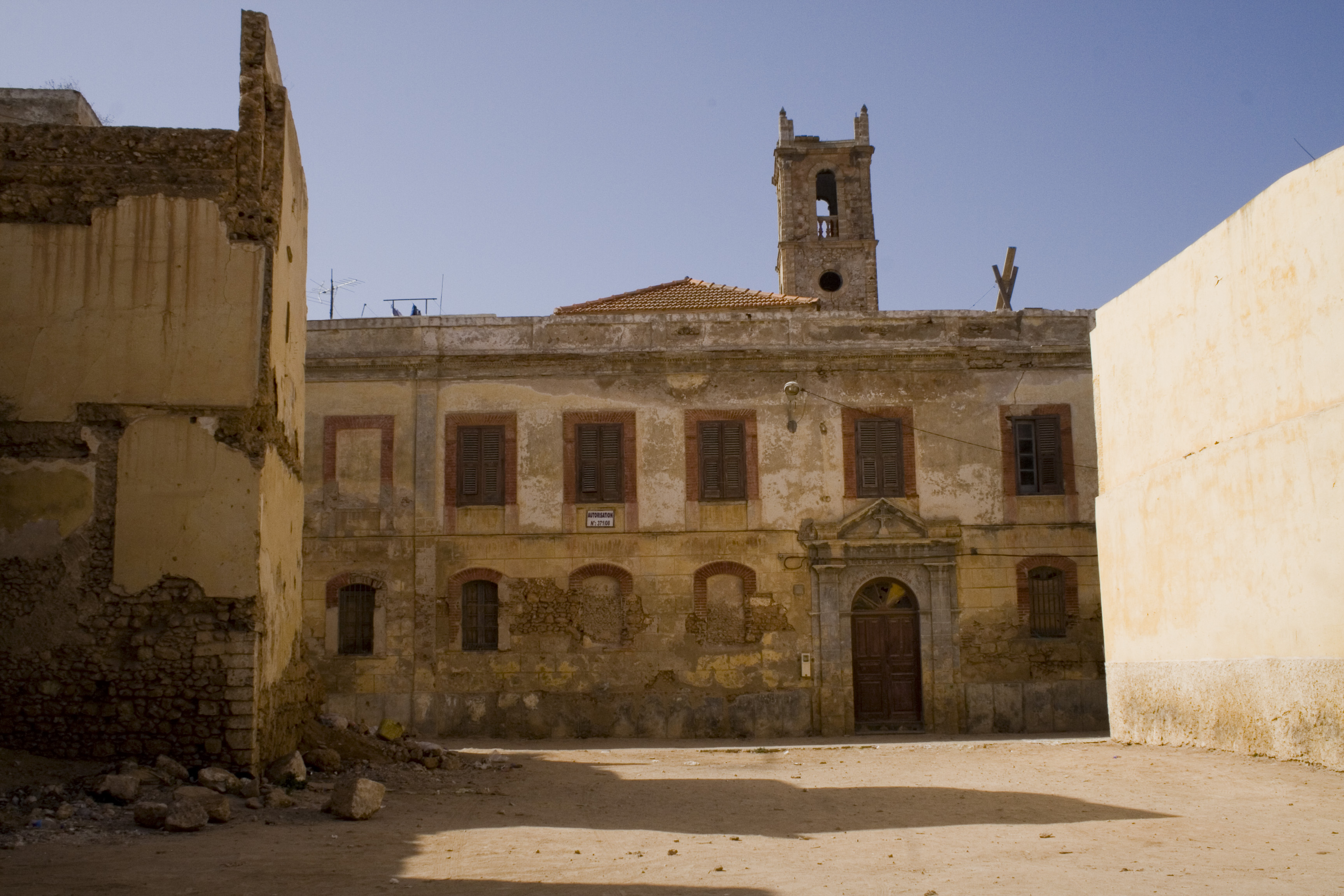
Rovine della chiesa portoghese di El Jadida

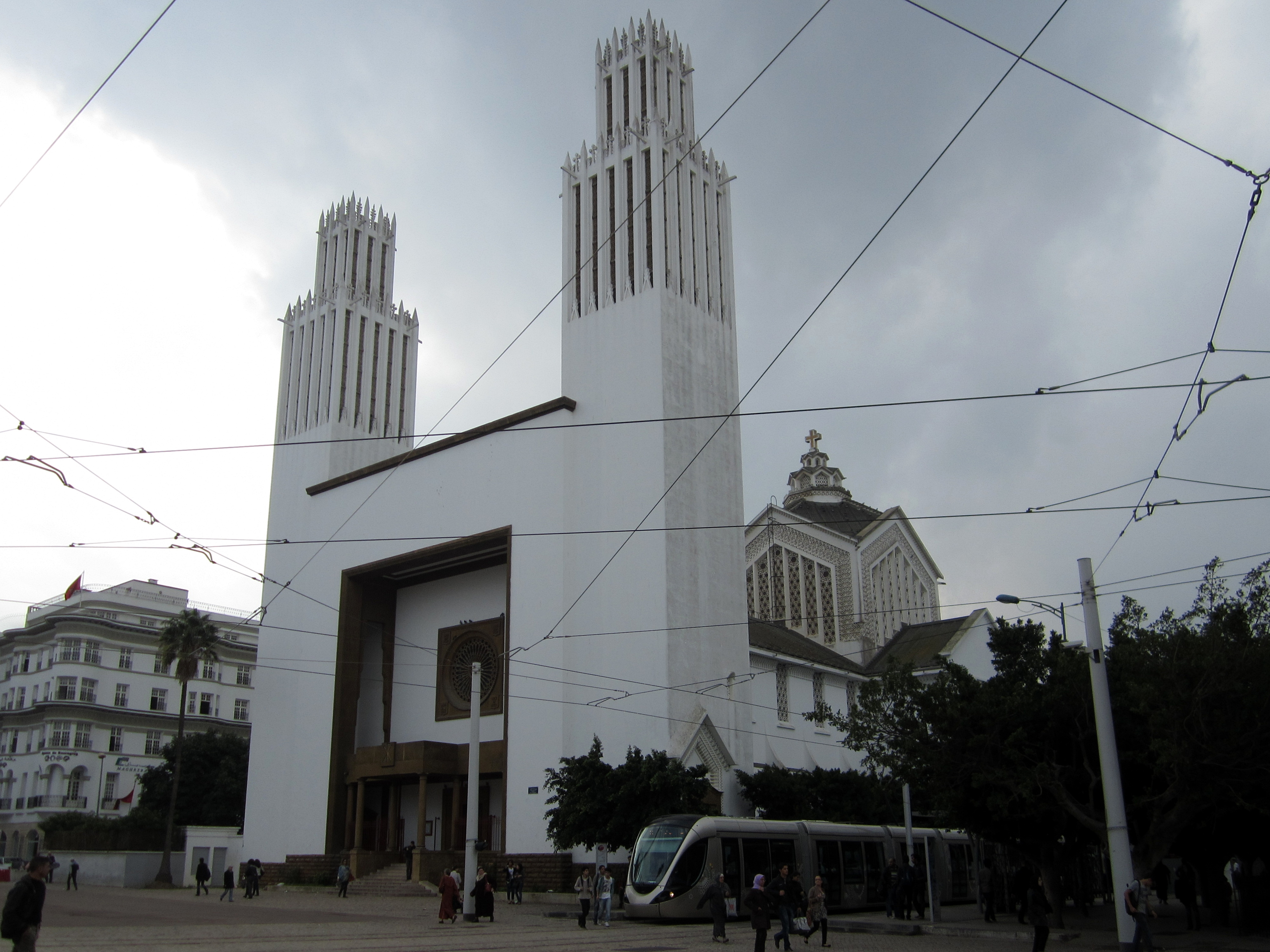
Cattedrale di San Pietro, Rabat

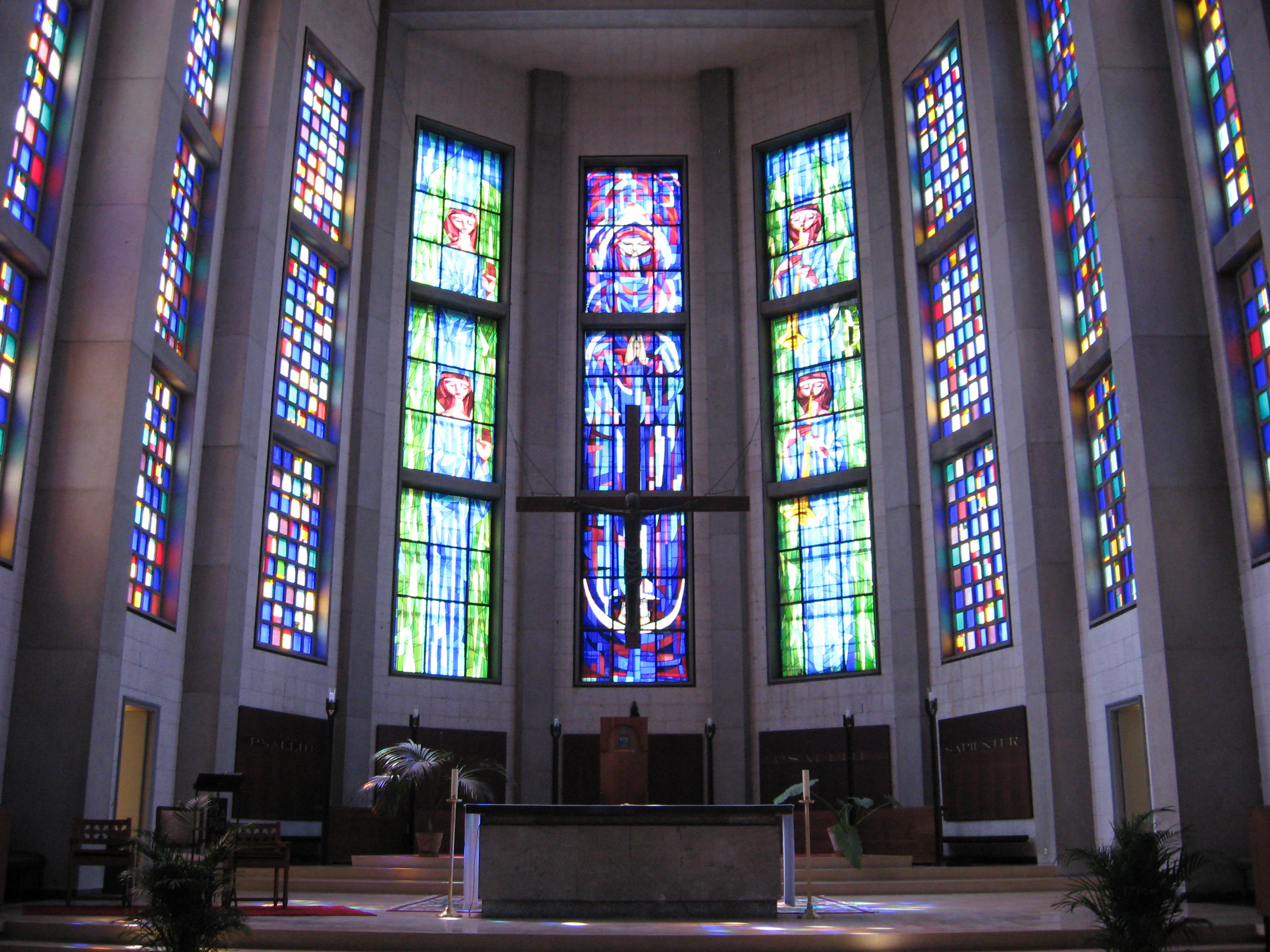
Cattedrale di Nostra Signora dell'Assunzione, Tangeri (interni)

## Storia
La presenza del cristianesimo in Nord Africa è attestato dalla fine del II secolo. È molto probabile che l'annuncio del Vangelo sia giunto nella provincia romana della Mauretania Tingitana (attuale regione centro-settentrionale del Marocco) dalla vicina Spagna. Nell'anno 298 fu martirizzato, a Tangeri, il centurione Marcello. La nuova religione fece breccia tra gli indigeni berberi, ma soprattutto tra gli abitanti di origine romana; molte furono le diocesi istituite durante l'occupazione romana della regione (per esempio, Tingis, Zilis, Septem, Lixus, Tamuden-Sis, Salensis, ecc.). Scarsa la documentazione circa gli effetti che donatisti e vandali esercitarono sulla comunità cristiana della regione.
Con l'avvento dell'islam il cristianesimo si ridusse a piccole comunità, con la graduale scomparsa della gerarchia. Nel 1219 arrivano in terra marocchina i Francescani, inviati dallo stesso san Francesco. Pochi anni dopo, nel 1225, la Santa Sede eresse la diocesi del Marocco, nominando vescovo per i territori sotto il dominio almohade, il domenicano padre Domenico; nel 1226, il frate francescano Agnelo è stato nominato vescovo di Fez. Con l'inizio dell'evangelizzazione del Marocco, hanno inizio anche le persecuzioni con i primi martiri: tra questi si ricordano i francescani santi Berardo, Ottone, Pietro, Accursio e Adiuto, uccisi nel 1220, e i santi Daniele e compagni, che subirono il martirio nel 1227.
A partire dal XV secolo gli eserciti spagnoli e portoghesi iniziarono la conquista dei territori del Marocco. In questo contesto sorsero la diocesi di Ceuta (1417), che assorbì l'antica diocesi del Marocco (o Fez), e quella di Tangeri (1472).
Dal XIV al XVII secolo, i missionari spagnoli continuarono a esercitare il loro ministero tra gli schiavi cristiani, sotto l'autorità dei vescovi di Ceuta che vivevano normalmente a Siviglia, come ausiliari dell'Arcivescovo di quella città. La missione però fu spesso sacrificata agli interessi di Stato e i frequenti disaccordi fra Santa Sede e Patronato spagnolo e portoghese minarono l'opera di evangelizzazione. La sede di Ceuta (che fu unita a Tangeri) per lunghi periodi rimase vacante. Infine nel 1630, la diocesi di Tangeri fu ridotta al rango di prefettura apostolica dipendente da Roma e venne affidata ai francescani. Quando a metà del XVIII secolo fu abolita la schiavitù dei cristiani in Marocco, aumentarono soprattutto lungo le coste piccole comunità di commercianti e marinai europei.
Nel 1908 papa Pio X elevò la prefettura apostolica di Tangeri in vicariato apostolico, assegnandogli i territori del protettorato spagnolo. Nel 1923 papa Pio XI creò un altro vicariato apostolico, quello di Rabat per i territori del protettorato francese. Con i decreti del 14 settembre 1955 e del 14 novembre 1956, papa Pio XII elevò i due vicariati apostolici in arcidiocesi. Louis-Amédée Lefèvre et Francisco Aldegunde furono designati come arcivescovi, dopo essere stati fino a quel momento vicari apostolici delle due sedi.
Due eventi particolarmente importanti nella storia della chiesa in Marocco sono state le visite di papa Giovanni Paolo II a Casablanca il 19 agosto 1985 e di papa Francesco a Rabat il 30 e 31 marzo 2019.

## Organizzazione ecclesiastica
I fedeli cattolici del Paese sono ridotti ad un piccolo numero, per lo più stranieri ed immigrati. Il territorio comprende due arcidiocesi, entrambe immediatamente soggette alla Santa Sede:
- arcidiocesi di Rabat;
- arcidiocesi di Tangeri.

La parte del Sahara Occidentale amministrata dal Marocco rientra nella prefettura apostolica del Sahara Occidentale.
I vescovi del Marocco sono membri della Conferenza episcopale regionale del Nordafrica, che raggruppa gli episcopati di Marocco, Algeria, Tunisia, Libia e Sahara Occidentale.

## Statistiche
La Chiesa cattolica in Marocco al termine dell'anno 2010 su una popolazione di oltre 34 milioni di abitanti contava 27.019 battezzati, corrispondenti allo 0,08% del totale. Inoltre gestiva 84 istituti scolastici e 21 istituti di beneficenza.

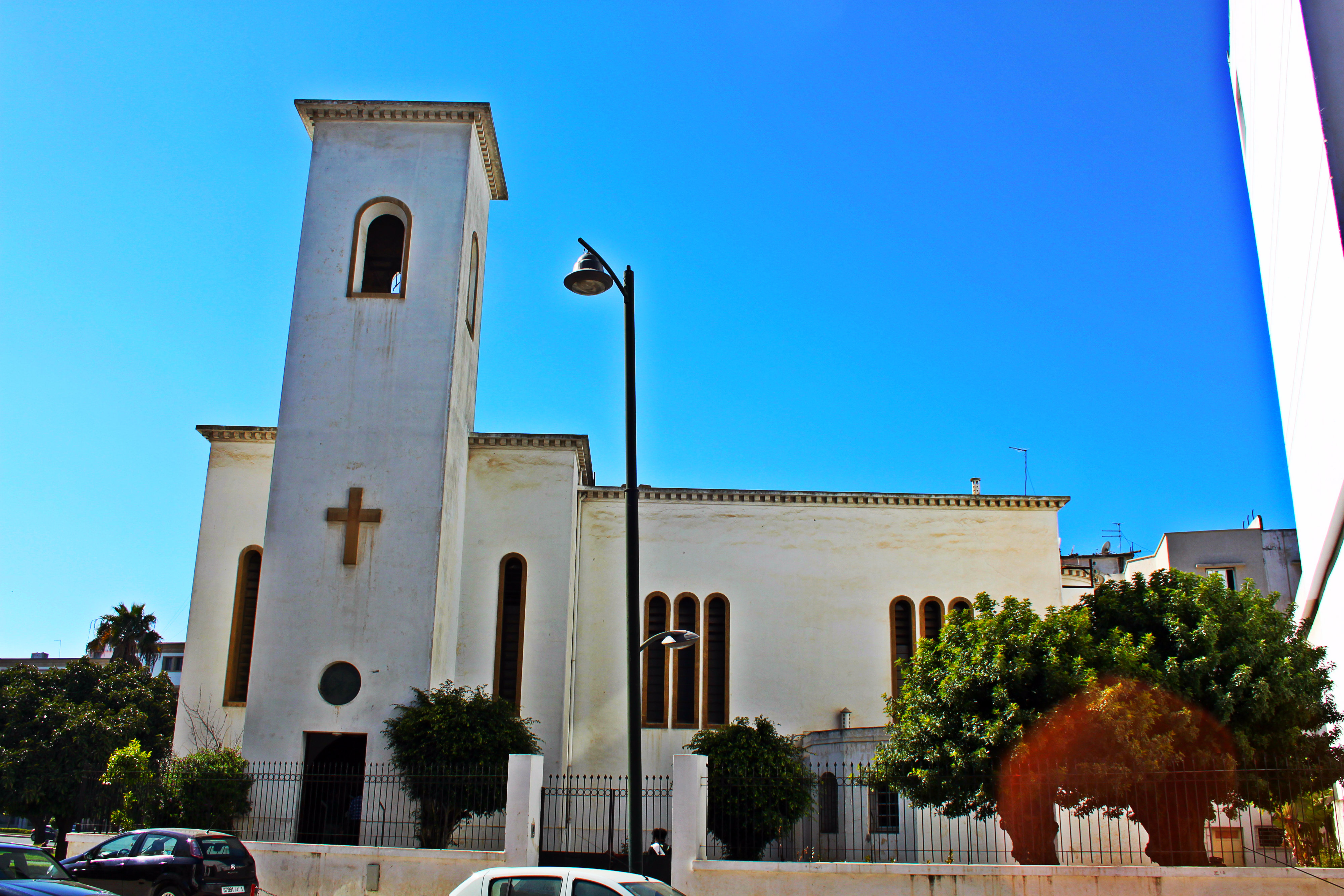
Chiesa a Rabat

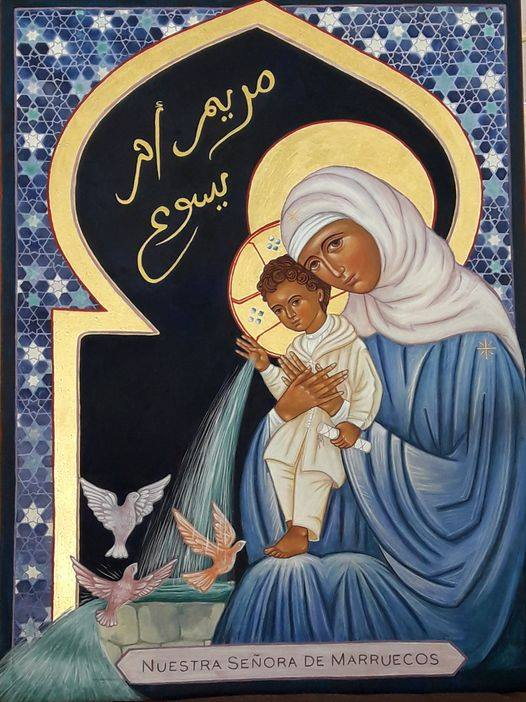
Icona di Nostra Signora del Marocco, Carmelitani Scalzi di Tangeri.

| anno | popolazione | popolazione | popolazione | presbiteri | presbiteri | presbiteri | presbiteri                | diaconi | religiosi | religiosi | parrocchie |
| anno | battezzati  | totale      | %           | numero     | secolari   | regolari   | battezzati per presbitero | diaconi | uomini    | donne     | parrocchie |
| ---- | ----------- | ----------- | ----------- | ---------- | ---------- | ---------- | ------------------------- | ------- | --------- | --------- | ---------- |
| 2007 | 23.300      | 34.330.000  | 0,0         | 35         | 6          | 29         | 665                       |         | 42        | 223       | 39         |
| 2010 | 27.019      | 31.648.151  | 0,0         | 41         | 15         | 26         | 659                       |         | 39        | 222       | 36         |

## Nunziatura apostolica
La nunziatura apostolica di Marocco è stata istituita nel 1976. Essa ha sede nella città di Rabat.

### Pro-nunzi apostolici
- Sante Portalupi, arcivescovo titolare di Cristopoli (5 marzo 1976 - 15 dicembre 1979 nominato nunzio apostolico in Portogallo)
- Bernard Henri René Jacqueline, arcivescovo titolare di Abbir Maggiore (20 marzo 1986 - 22 maggio 1993 ritirato)

### Nunzi apostolici
- Domenico De Luca, arcivescovo titolare di Teglata di Numidia (22 maggio 1993 - 17 luglio 2003 ritirato)
- Antonio Sozzo, arcivescovo titolare di Concordia (17 luglio 2003 - 16 settembre 2015 dimesso)
- Vito Rallo, arcivescovo titolare di Alba (12 dicembre 2015 - 30 giugno 2023 ritirato)
- Alfred Xuereb, arcivescovo titolare di Amantea, dall'8 dicembre 2023

## Cattedrali e chiese

### Arcidiocesi di Rabat
Rabat
- Cattedrale di San Pietro
- Chiesa di Saint Pie X
- Chiesa di Saint Francois d'Assise
- Norte Dame de La Paix

Casablanca
- Cattedrale del Sacro Cuore (sconsacrata)
- Cattedrale di Norte Dame de Lourdes
- Chiesa di Anfa-Maarif
- Chiesa del Carmelo Saint Joseph
- Chiesa di Christ Roi
- Chiesa di Saint Francois d'Assise
- Chiesa di Saint Jacques

Altre città
- Chiesa di Sant'Anna, Agadir
- Chiesa di San Bernardo, El Jadida
- Chiesa dell'Assunzione,  El Jadida
- Chiesa dell'Assunzione, Essaouira
- Chiesa di San Francesco d'Assisi, Fès
- Nuestra Señora del Pilar, Larache
- Chiesa dei Santi Martiri, Marrakech
- Notre Dame des Oliviers, Meknès
- Chiesa di Touba, Oujda
- Chiesa di Sidi Slimane
- Nuestra Señora de la Victoria, Tétouan

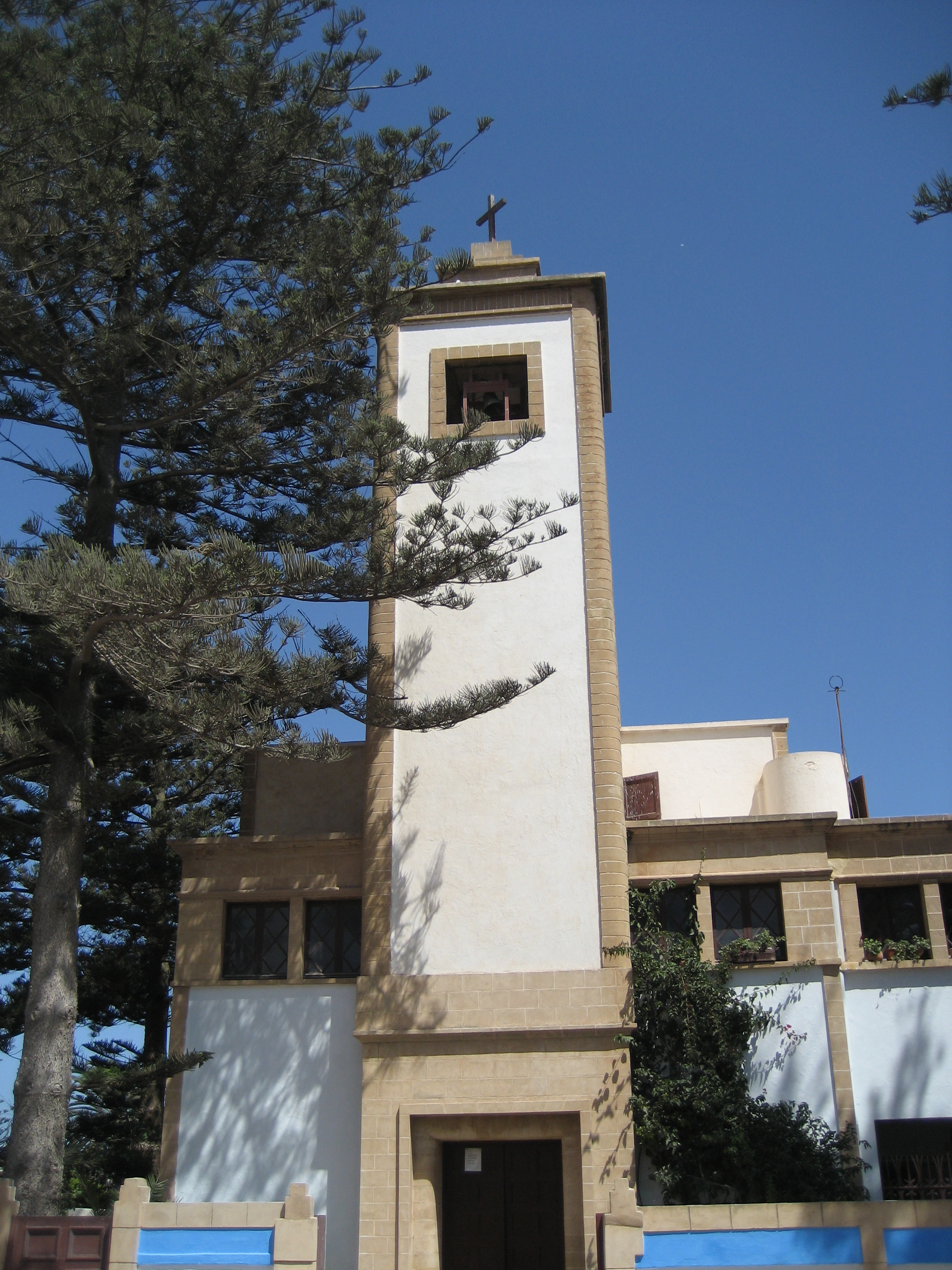
Chiesa dell'Assunzione, Essaouira
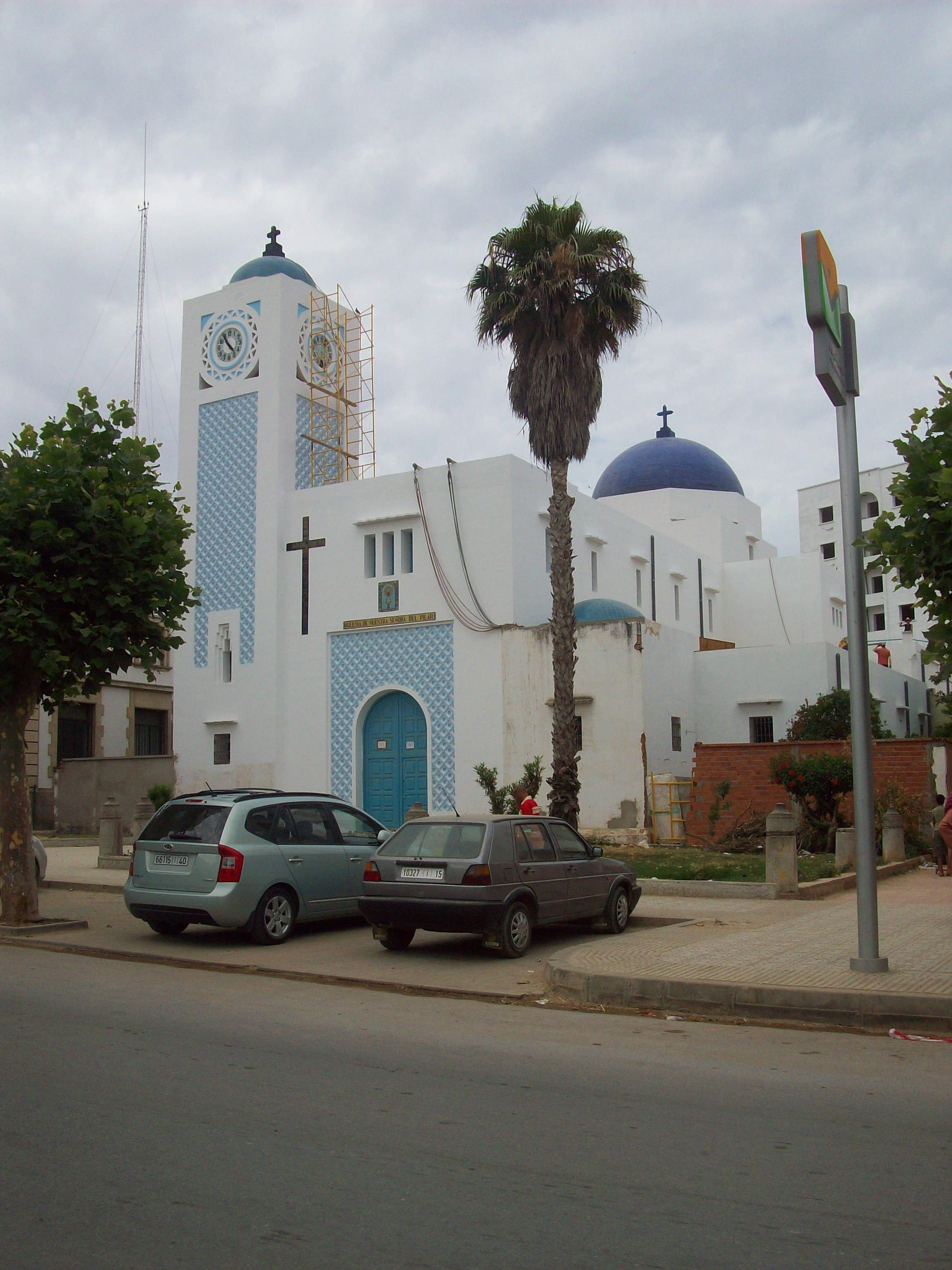
Nuestra Señora del Pilar, Larache
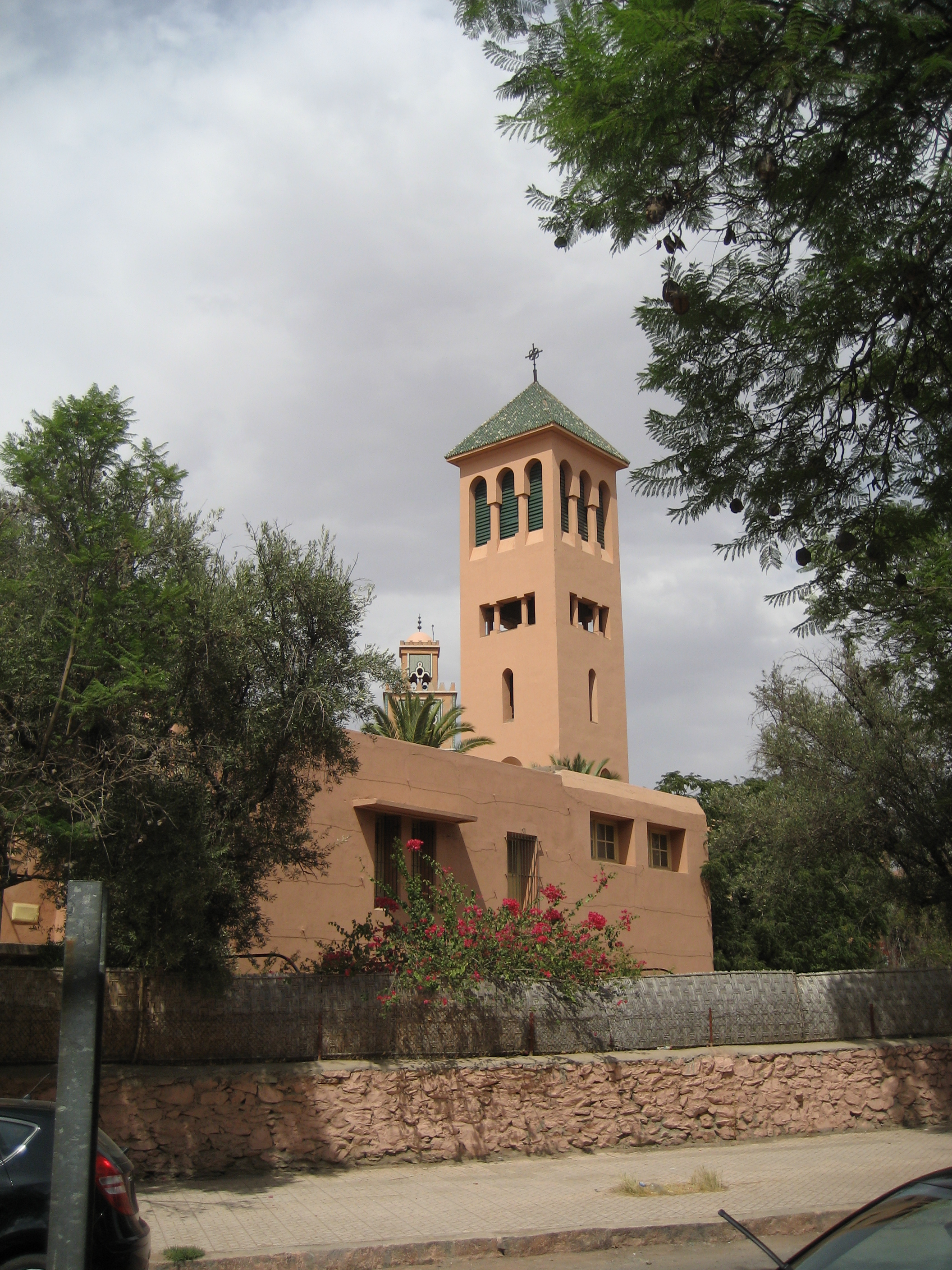
Chiesa dei Santi Martiri, Marrakech
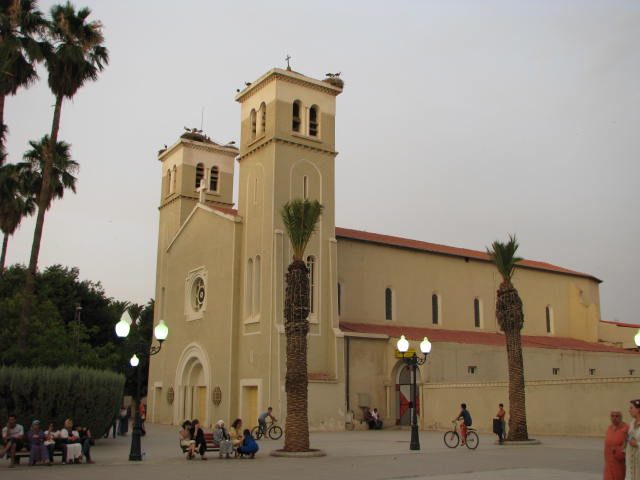
Parrocchiale di Oujda
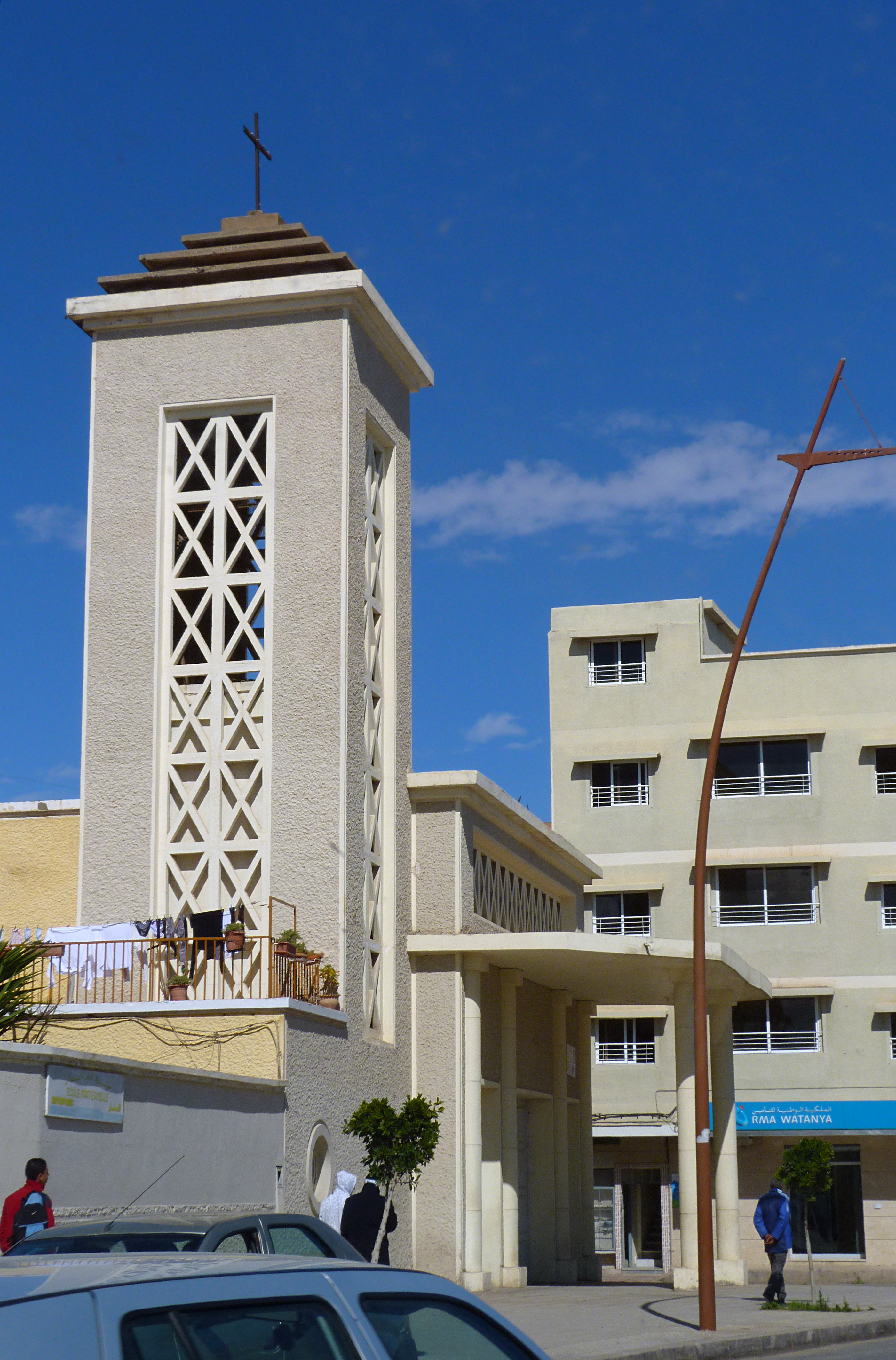
Chiesa di Touba, Oujda
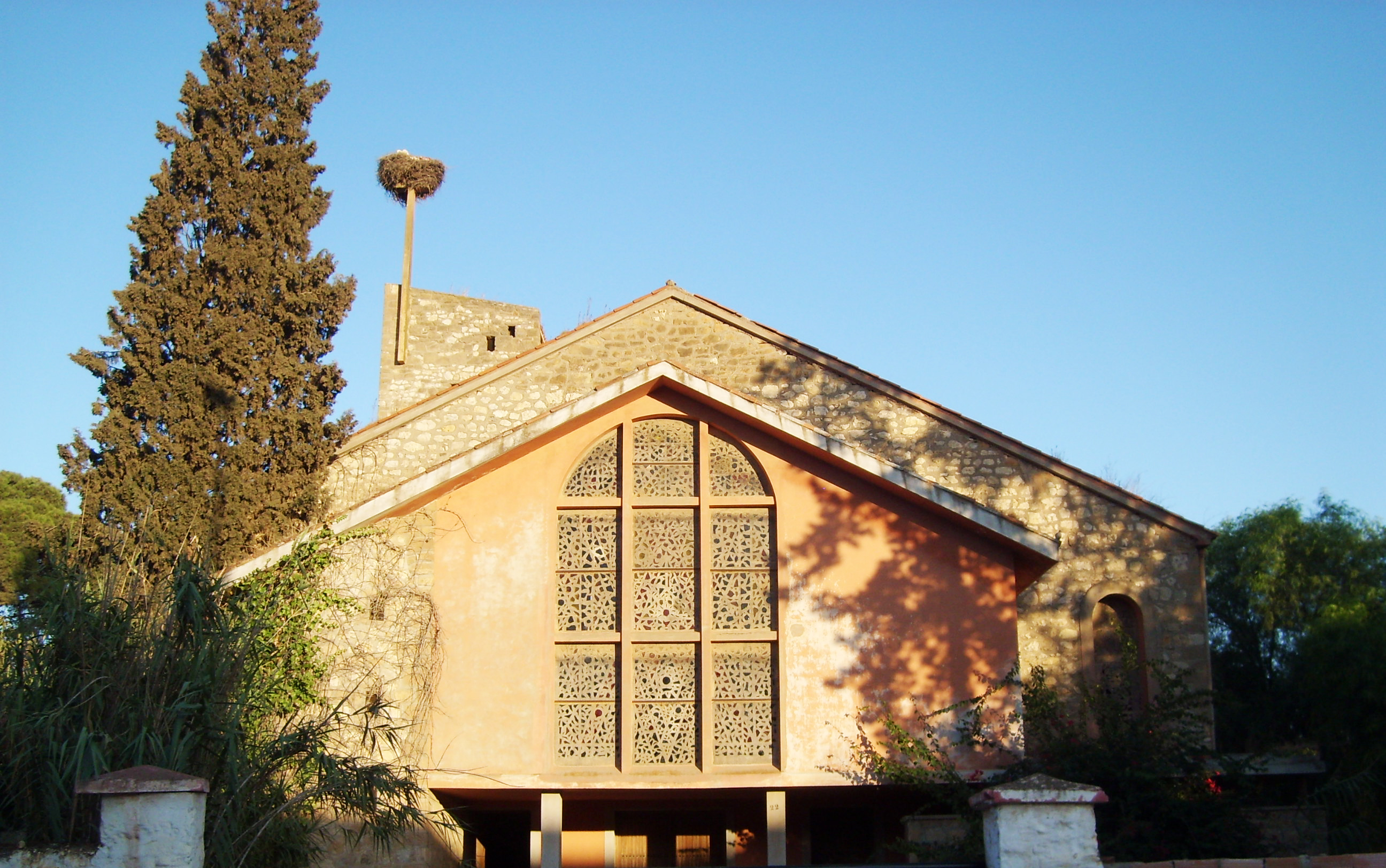
Chiesa di Sidi Slimane
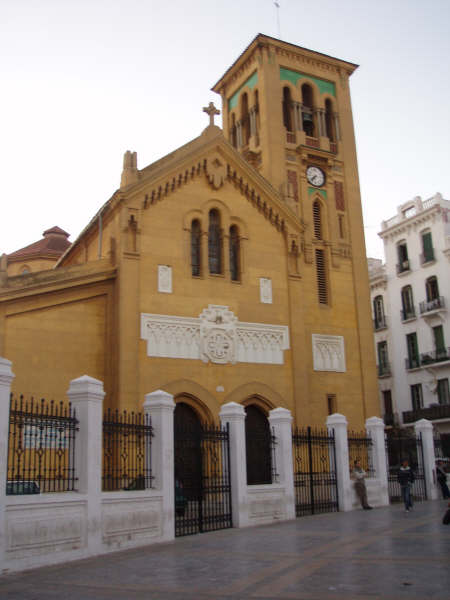
Nuestra Señora de la Victoria, Tétouan

### Arcidiocesi di Tangeri
Tangeri
- Cattedrale di Nostra Signora dell'Assunzione
- Espiritu Santo (Parrocchia dello Spirito Santo)
- Notre Dame de l'Assomption

'Altre città

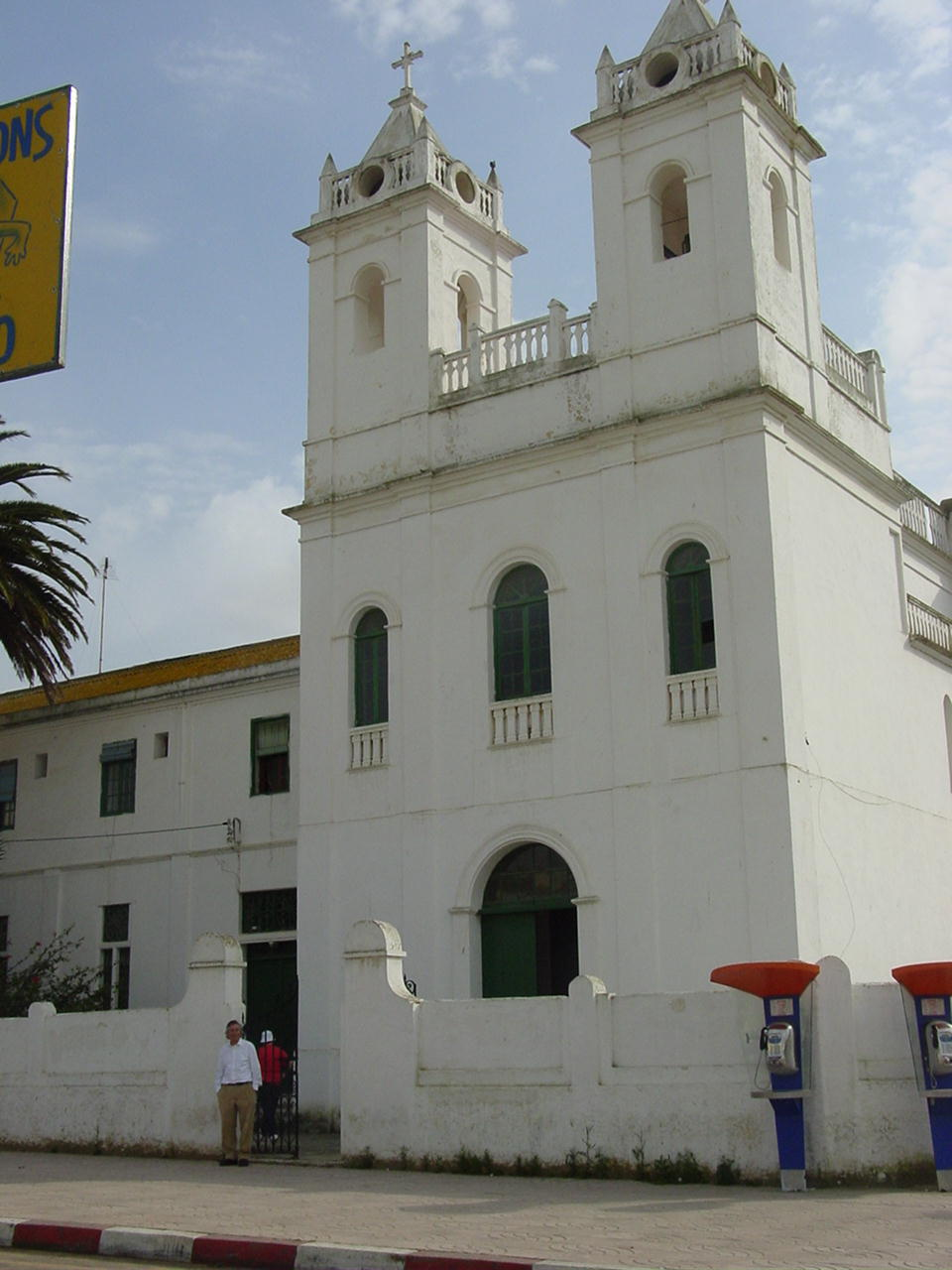
Chiesa di San Bartolomeo, Asilah
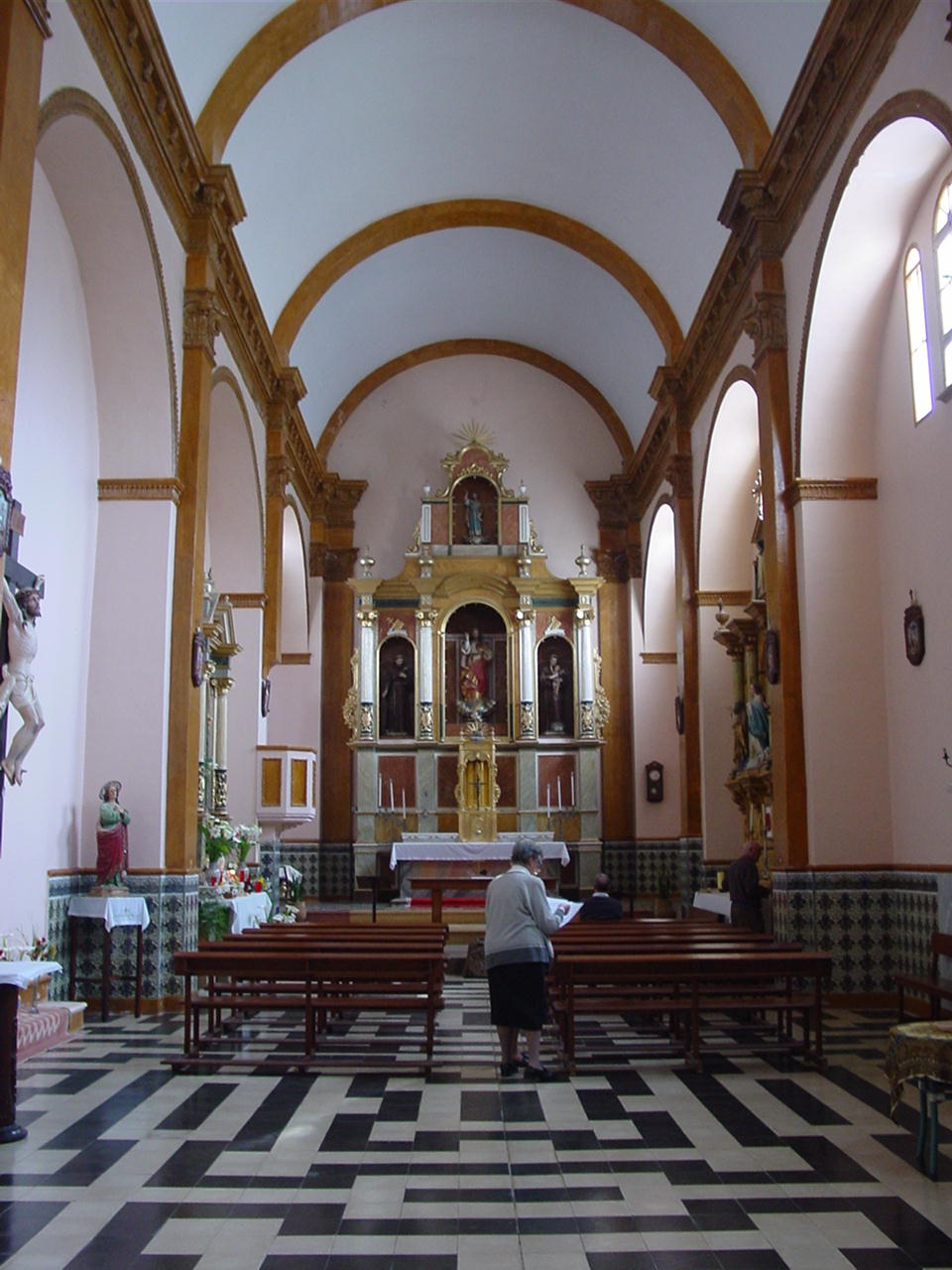
Chiesa di San Bartolomeo, Asilah (interno)
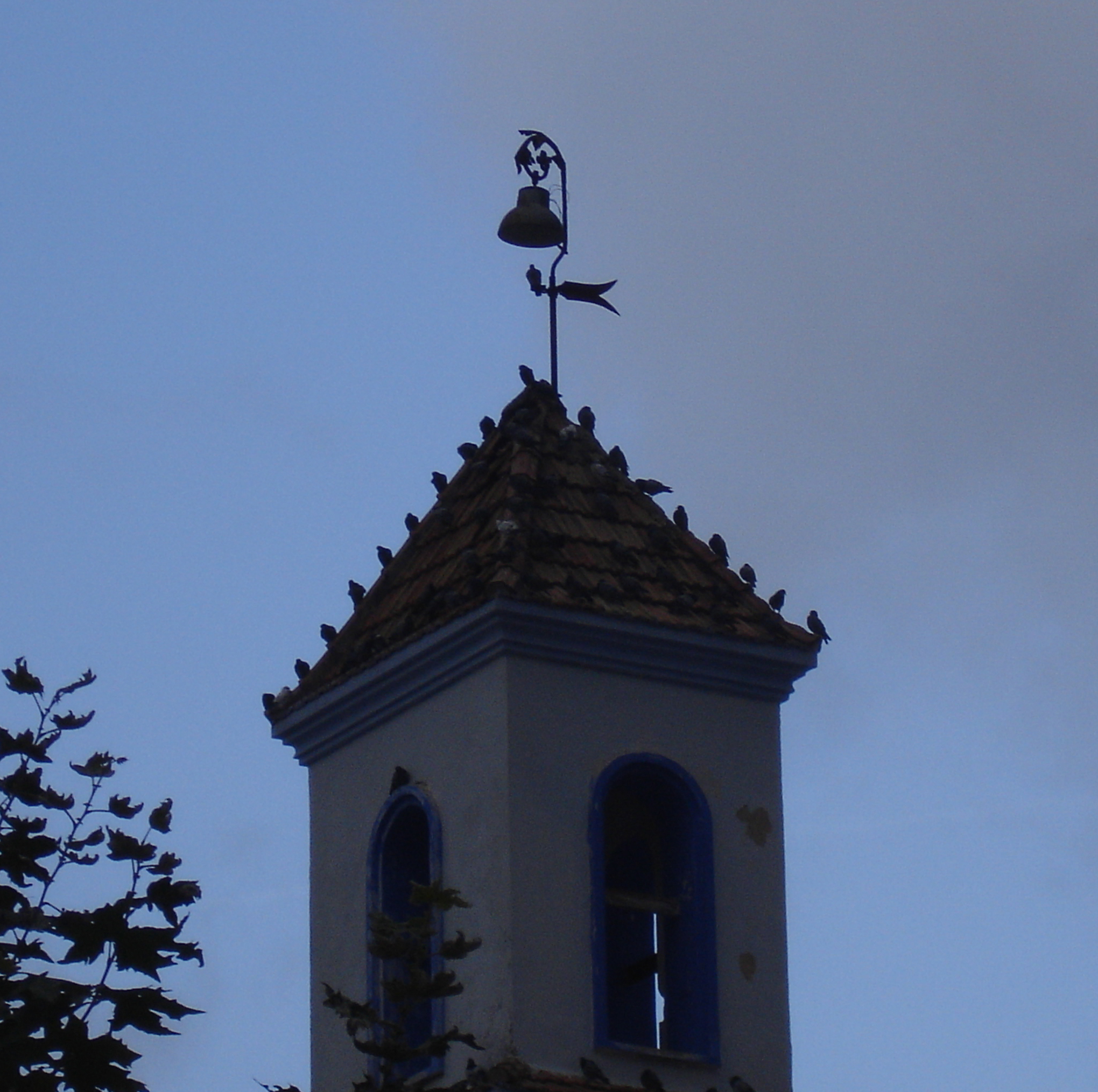
Chiesa di Chefchaouen

- Chiesa di San Bartolomeo, Asilah
- Chiesa di San Bartolomeo, Asilah (interno)
- Chiesa di Chefchaouen